# Oswald Gracias
Oswald Gracias (født 24. december 1944 i Mumbai i Britisk Indien) er en af Den katolske kirkes kardinaler, og ærkebiskop af Mumbai i Indien. Han blev ærkebiskop der i 2006. 
Den 17. oktober 2007 bekendte pave Pave Benedikt 16. at han ville blive kreeret til kardinal ved et konsistorium den 24. november samme år.